# 南蟾部洲后清大中国
南蟾部洲后清大中国是2002年—2003年在山东淄博市，由圣贤道首领国洪铭（亦作国洪明）为首成立的一个秘密结社政权。

## 概述
2001年11月29日，位于淄博市淄川区东坪镇河湾村的山东淄博玉丰实业有限公司总经理国洪铭以“淄川区东坪镇”名义向淄博市、区、乡镇党委、政府以及各报社、广播电台等单位投寄22封匿名信，称：
|  | 淄博圣贤道重建10年时间，现发展道徒2.1万人，拥有现金100万元，8月份经上帝同意，进行公开营业，在世纪之交， 皇帝下令，再招1万人…… |

2002年10月14日（农历九月初九日），国洪铭正式成立“南蟾部洲后清大中国”，制作悬挂有“国旗”、“令旗”、“皇袍”等物品。2003年10月4日（农历九月初九日），正当圣贤道道徒在总坛点聚集举行建国一周年庆典时，淄博市公安机关捣毁其中心聚会点（总坛点），并当场抓获道首国洪铭及骨干、道徒58人，同时，缴获“圣贤道”成员花名册、敛财账簿、“皇袍”、“国旗”、“令旗”及活动道具等物品一大宗。2004年6月，淄博市中级人民法院依法判处国洪铭有期徒刑6年。